# Jean-Pierre Chapel
Pour les articles homonymes, voir Chapel.
Jean-Pierre Chapel (né le 14 août 1935 à Champtoceaux (Maine-et-Loire) et mort le 27 septembre 2010 à Paris) est un journaliste français spécialiste « Défense, Aéronautique et Espace ». Il est notamment connu pour avoir coprésenté en 1969 les images en direct à la télévision française du premier pas de l'homme sur la lune. En 1975, il est aussi cofondateur et coproducteur, avec son ami Jacques Bonnecarrère, de l'émission Auto-Moto sur TF1. Sa fille Christine Chapel lui a succédé sur TF1 et LCI sur les mêmes thèmes de l'espace. 

## Parcours
Jean-Pierre Chapel obtient son diplôme du Centre de formation des journalistes (promotion 1958), puis devient officier parachutiste entre 1958 et 1960 en Algérie.
En 1961, il entre à Europe 1 comme « Reporter Informations générales », puis intègre le même poste en 1963 à la RTF, qui deviendra un an plus tard l'ORTF.
En 1968, il devient le spécialiste « Espace » à la télévision.
Dans la nuit du 20 au 21 juillet 1969, il présente avec Michel Anfrol, en direct à la télévision, les images du premier pas de l'homme sur la lune. Ces images seront diffusées dans de nombreux pays francophones et suivies par plusieurs millions de téléspectateurs. 
En 1970, il est chef des Informations Générales et présentateur des journaux de 13 h, puis de 20 h (24 heures sur la Deux).
Passionné de moto, il souhaite produire en 1975 une émission de télévision sur ce thème. Au même moment, Jacques Bonnecarrère propose à TF1 un programme hebdomadaire sur les sports automobiles. Georges de Caunes, alors responsable du service des sports de TF1, décide de fusionner les deux. C'est ainsi que naît l'émission Auto-Moto dont la première diffusion a lieu le 11 janvier 1975.
En 1979, il fait en sorte que le Paris-Dakar soit couvert à la télévision et y participe les huit premières années, en tant que copilote en 1979 et de pilote à d'autres éditions comme en 1981 et en 1982,. Il fait partie de l'équipage classé premier en catégorie « camion » au Rallye Dakar 1979,.
En 1980, il est spécialiste « Défense, Aéronautique et Espace » et chef du service « Sciences et Techniques » sur TF1. 
En 1987, il quitte TF1 juste après sa privatisation et devient journaliste indépendant, puis il entre en 1990 à La Cinq comme chef du service « Sciences, Défense, Espace et Transport ». 
En 1991, il part deux mois à Riyad comme envoyé spécial pour couvrir la guerre du Golfe. Il sera le journaliste français resté le plus longtemps sur place.
En avril 1992, La Cinq dépose le bilan. Il cesse alors son activité de journaliste et quitte définitivement la télévision.

## Hommage
À l’occasion du 50e anniversaire du premier pas de l’homme sur la lune, l’Espace Air Passion du musée régional de l’air de Marcé organise une exposition consacrée à Jean-Pierre Chapel, natif du Maine-et-Loire. 